# 克利夫兰高地
| 调查年 | 人口   | 备注 | %±     |
| ------ | ------ | ---- | ------ |
| 1910   | 2,955  |      | —      |
| 1920   | 15,236 |      | 415.6% |
| 1930   | 50,945 |      | 234.4% |
| 1940   | 54,992 |      | 7.9%   |
| 1950   | 59,141 |      | 7.5%   |
| 1960   | 61,813 |      | 4.5%   |
| 1970   | 60,767 |      | −1.7%  |
| 1980   | 56,438 |      | −7.1%  |
| 1990   | 54,052 |      | −4.2%  |
| 2000   | 49,958 |      | −7.6%  |
| 2010   | 46,121 |      | −7.7%  |

克利夫蘭高地（英語：Cleveland Heights）是一個位於俄亥俄州凱霍加縣克里夫蘭市郊的城市。於2010年，克利夫蘭高地人口為46,121人。

## 历史
克利夫蘭高地是凱霍加縣中最遲才有人定居的地方。首批定居於克利夫蘭高地的人是一些農民。於1828年，克利夫蘭高地第一條道路梅菲尔德路正式完工。於19世紀期間，克利夫蘭高地擁有不少農田和采石场。克利夫蘭高地最早的蓝灰沙岩采石场是由邓肯·麦克法兰。在這個采石场建立後，克利夫蘭高地人口開始上升，以及人們開始建立更多的采石场。而人們為了紀念邓肯·麦克法兰，更以他的名字命名采石场附近的一條街。
約翰·戴維森·洛克菲勒於1873年到達克利夫蘭高地。他於這裡擁有一幢700英畝（2.8平方）大的庭園，並於1938年捐赠予政府。政府把這塊地改造成公園，並成為現今的林山公园。這個公園跨越了克利夫蘭高地和东克利夫兰的疆界。而在洛克菲勒的庭園內亦曾經有采石场。
洛克菲勒並非唯一來到克利夫蘭高地的富裕克利夫蘭居民。富翁帕特里克·卡尔霍恩，亦於1892年在附近建立了「欧几里德高地」。於1898年，马库斯·M.布朗開始發展「梅菲尔德高地」。
於1899年末，電車服務延伸到克利夫蘭高地。於1903年，克利夫蘭高地終於被納入克利夫蘭的郊區部份。
於1910年，克利夫蘭高地人口僅為2,955人。於1920年，其人口已上升至15,396人，增加了5倍。於1921年8月9日，克利夫蘭高地正式獲得城市地位。於1960年，克利夫蘭高地人口達到頂峰，即61,813人。

## 地理
克利夫蘭高地的座標為41°30′35″N 81°33′48″W / 41.50972°N 81.56333°W（41.509652， -81.563301）。
根據美国人口调查局，克利夫蘭高地總面積為8.1平方英里（21平方），其中有0.04平方英里（0.10平方），即0.25%的土地為水域。克利夫蘭高地大部份地區都位於达格威溪流域內。

## 人口统计
根據2010年人口普查，克利夫蘭高地擁有46,121居民、19,957户人和10,834個家庭。克利夫蘭高地人口密度為5,689人每平方英里。而户的密度為2,687.9户人每平方英里。克利夫蘭高地的人口是由49.8%白人、42.5%黑人、0.2%土著、4.1%亞洲人（1.4%華人、1.4%印度人、0.3%韓國人、0.2%菲律賓人）、0.01%太平洋岛民、0.6%其他種族和2.8%混血构成。而西班牙裔或拉丁美洲人僅佔人口2.0%。其中，90.15%人口母語為英語、2.33%為俄語、1.93%為西班牙語和0.94%為法語。
在19,957户人中，有23.1%擁有一個或以上的兒童（18歲以下）、35.1%為夫妻、15.2%為獨居女性、而有45.7%為非家庭。其中36.1%户人為獨居，10.4%為同居長者。平均每戶有2.27人，而平均每個家庭則有3.05人。在46,121居民居民中，有23.9%為18歲以下、9.2%為18至24歲、31.6%為25至44歲、23.6%為45至64歲以及11.7%為65歲以上。人口的年齡中位數為35歲，而每100個女性就有87.5個男性。
克利夫兰高地的家庭平均收入為$48,717美金，而收入中位數則為$65,857美金。50.4%的人口擁有学士或以上學位。城市的人均收入為$28,435，而約7.4%家庭和10.6%人口收入在贫窮线以下。

## 政治和政府
克利夫蘭高地市長是由一个城市宪章賦予權力的。 城市宪章是於1921年訂立，並分別於1972年、1982年和1986年作出修改。宪章指定城市的政府為議會-經理制，而議會是由7個議員組成，並每隔四年進行選舉。其中四個議員是在總統選舉一年後選出，而剩餘的三個議員瞪是在州长選舉時進行。所有選舉均使用全票制。而市長則是由議會選出。
現在的議會成員為由市長爱德华·凯利、肯尼思·蒙特勒克、菲利斯·L·埃文斯、贾森·S·斯坦、博尼塔·W·卡普兰、丹尼斯·R·威尔科克斯和谢丽尔·L·斯蒂芬斯。

## 教育
克利夫蘭高地的教育是由两个校区提供。大部份學生都在克利夫蘭高地-大学高地城市学区上課，而小部份則於东克利夫兰市学校区上課。
克利夫蘭高地擁有不少私人学校，其中包括博蒙特学校、东路德高中、天际蒙台梭利、拉夫凌蒙台梭利、克利夫蘭希伯来学院和圣安学院。

## 友好城市
俄羅斯 大诺夫哥罗德
 俄羅斯 伏爾加斯基